# Danuta Walter
Danuta Aleksandra Walter (ur. 12 lutego 1936 w Brodnicy, zm. 25 marca 2022 w Łodzi) – polska architektka, urbanistka, członkini Oddziału Stowarzyszenie Architektów Polskich w Łodzi, projektantka w biurze Miastoprojekt – Łódź. 

## Życiorys
W 1960 ukończyła Wydziału Architektury Politechniki Gdańskiej.
Pracowała w biurze projektowym Miastoprojekt w Łodzi, a od 2004 prowadziłą firmę (na stanowisku prezeski) WALTER & WALTER ARCHITEKCI Sp. z o.o.
Jest autorką różnych projektów architektonicznych i urbanistycznych na terenie Łodzi. Wśród nich można wymienić m.in.: 
- zespół budynków przy ul. Krzemienieckiej (1963)[3],
- zespół mieszkaniowy w rejonie ul. J. Matejki i ul. Tamki (1968)[4]
- zespół mieszkaniowy przy ul. Łukasińskiego 48 (1978),
- budynek ZETO przy ul. Narutowicza 136 (współautorka Teresa Roszkowska),
- osiedle mieszkaniowe przy Instytucie „Centrum Zdrowia Matki Polki”(1987)[5][2].

22 września 2019 przyznano jej Złotą Odznakę SARP.

### Życie prywatne
Jej mężem był również architekt i urbanista Szymon Walter.

## Śmierć
Została pochowana 30 marca 2022 na Cmentarzu katolickim przy ulicy Ogrodowej w Łodzi.